# Henryka Stryczewska
Henryka Danuta Stryczewska (ur. 19 stycznia 1952 w Lublinie) – polska inżynier i nauczycielka akademicka, profesor nauk technicznych, specjalistka z dziedziny elektrotechniki teoretycznej, technologii plazmowych, teorii sygnałów, teorii systemów i urządzeń elektroenergetycznych, w latach 2012–2020 dziekan Wydziału Elektrotechniki i Informatyki Politechniki Lubelskiej.

## Życiorys
Absolwentka Szkoły Podstawowej nr 9 w Lublinie (1967) oraz I Liceum Ogólnokształcącego im. Stanisława Staszica w Lublinie (1971). Rozpoczęła następnie studia na Politechnice Lubelskiej, które ukończyła w 1976 z tytułem zawodowym magistra inżyniera elektryka (specjalność: przetwarzanie i użytkowanie energii elektrycznej). W 1986 na macierzystej uczelni uzyskała stopień naukowy doktora nauk technicznych (na podstawie pracy zatytułowanej Analiza pracy magnetycznego potrajacza częstotliwości jako źródła zasilania odbiornika nieliniowego na przykładzie wytwornicy ozonu), habilitowała się w 1999 w Instytucie Elektrotechniki (w oparciu o rozprawę Elektromagnetyczny układ zasilania reaktorów plazmowych ze ślizgającym się wyładowaniem łukowym). W 2010 otrzymała tytuł profesora nauk technicznych.
Obejmowała stanowiska profesorskie na Politechnice Lubelskiej. W 2004 została dyrektorem Instytutu Podstaw Elektrotechniki i Elektrotechnologii tej uczelni. W 2012 objęła funkcję dziekana Wydziału Elektrotechniki i Informatyki Politechniki Lubelskiej, którą pełniła do 2020.
Została także członkinią Stowarzyszenia Elektryków Polskich (w 1978) oraz wiceprezesem Oddziału Lubelskiego SEP ds. Nauki. Była też profesorem w Państwowej Wyższej Szkole Zawodowej w Chełmie.

## Odznaczenia
Odznaczona Krzyżem Kawalerskim Orderu Odrodzenia Polski (2011), Złotym Krzyżem Zasługi (2000) i Medalem Komisji Edukacji Narodowej.